# Ambelos
Ambelos (griechisch Άµπελος (f. sg.)) ist ein Dorf im Norden der griechischen Insel Samos an den nördlichen Ausläufern des Ambelos-Gebirges in 250 bis 350 m Höhe. Das Dorf liegt weniger als 2 km westlich von Agios Konstantinos und kaum einen Kilometer von der Nordküste entfernt. Zum Dorf Ambelos (Άμπελος) mit 252 Einwohnern, zählen noch Livadaki (Λιβαδάκι 28 Einwohner) und Petalides (Πεταλίδες 29 Einwohner).
Vermutlich wurde das Dorf im 17. Jahrhundert von einer Familie aus Kythira als Nenedes gegründet. Vor dem Anschluss von Samos an Griechenland war Nenedes ein Dorf der Exi Gitonies (Έξι Γειτονιές ‚Sechs Nachbarschaften‘). Zum Beginn des 20. Jahrhunderts bildete Nenedes zusammen mit Stavrinides eine selbstständige Gemeinde. Die Umbenennung in Ambelos (‚Weinberg‘) erfolgte 1957.
Der Weinanbau ist die Haupteinkommensquelle der Einwohner. Daneben bringen Baumkulturen wie Kirschen, Aprikosen, Nüsse und Edelkastanien weitere Einkünfte.
Mit der Umsetzung der Gemeindereform nach dem Kapodistrias-Programm im Jahr 1997 erfolgte die Eingliederung von Ambelos in die Gemeinde Vathy. Nach dem Zusammenschluss der ehemaligen Gemeinden der Insel nach der Verwaltungsreform 2010 zur Gemeinde Samos (Δήμος Σάμου Dímos Sámou), zählt durch die Korrektur 2019 in zwei Gemeinden der Ort zur Gemeinde Anatoliki Samos.
Einwohnerentwicklung von Ambelos
| Name      | griechischer Name | 1913 | 1920 | 1928 | 1940 | 1951 | 1961 | 1971 | 1981 | 1991 | 2001 | 2011 |
| --------- | ----------------- | ---- | ---- | ---- | ---- | ---- | ---- | ---- | ---- | ---- | ---- | ---- |
| Ambelos   | Άμπελος           | 765  | 650  | 699  | 756  | 629  | 604  | 404  | 357  | 295  | 310  | 252  |
| Livadaki  | Λιβαδάκι          |      |      |      |      |      |      |      | 44   | 56   | 9    | 28   |
| Petalides | Πεταλίδες         |      |      |      |      |      |      |      |      |      | 56   | 29   |
| Gesamt    | Gesamt            |      | 650  | 699  | 756  | 629  | 604  | 404  | 401  | 351  | 375  | 309  |